# Покровка (Ленінськ-Кузнецький округ)
Покро́вка (рос. Покровка) — селище у складі Ленінськ-Кузнецького округу Кемеровської області, Росія.
Стара назва — Покровський.

## Населення
Населення — 182 особи (2010; 230 у 2002).
Національний склад (станом на 2002 рік):
- росіяни — 98 %